# Криоагент
Криоаге́нт — вещество, использующееся в качестве рабочего тела в криогенных системах. Криоагенты имеют температуру кипения ниже −120˚C. В качестве криоагента используются, как правило, чистые газы: гелий, азот, кислород, аргон и некоторые углеводороды (метан, этан).
В криогенной технике выделяют по температуре кипения при 1 атм различные температурные уровни. Они названы по соответствующим температуре кипения элементам. Так, уровень температуры в 90 K назван кислородным, 77 K азотным, 35 K неонным, 25 K водородным и 4,2 K гелиевым. При пониженном давлении удается достичь более низких температур: до 84 K для аргона, до 62 K для неона, до 54.5 K для кислорода, до 24.5 K для неона,  до 13,8 K для водорода, до 1 К для гелия-4. Более низкие температуры получают либо при помощи Гелия-3, либо применяя смеси Гелия-3 и Гелия-4 в рефрижераторах растворения.
Границы использования того или иного вещества в криогенной технике определяются его тройной точкой. Исключение составляет гелий, у которого отсутствует тройная точка. Он существует в нескольких фазах и состояниях.